# Herbert Brunér
Erik Herbert Valdemar Brunér, född 1904 i Stockholm, död 1959, var en svensk konstnär.
Brunér var som konstnär huvudsakligen autodidakt. Hans konst består av motiv från gamla kulturbygder, skogshyggen och landskap ofta med en gråaktig nedstämd realism. 